# 觀景山隧道
觀景山隧道（英語：Scenic Hill Tunnel）全長約1,110米，是港珠澳大橋香港接線的一部分，位於赤鱲角觀景山。隧道的西面入口鄰近昂坪360纜車的機場島轉向站及航空燃油儲存庫，走線則是穿越觀景山、現有的機場路及港鐵機場快綫之下，再通過新填海區，連接香港接線的地面道路段和港珠澳大橋香港口岸。

## 介紹
觀景山隧道屬於觀景山至香港口岸段工程項目，該工程於2011年刊憲，2012年5月31日正式動工，總造價為港幣88.8億元，總承建商為中國建築工程（香港）有限公司。隧道工程受《鐵路條例》的規管，為了避免爆破所引起強烈的震動導致山泥傾瀉或影響鐵路和纜車運作，隧道建造時改採用暗挖及鑽爆方法。而機場鐵路下方的隧道部份在施工時會用水平鋼管樁作為支承，以保障鐵路運行安全，也採用全港首次採用的「箱涵頂進」方法，將大型隧道預製件推進機場快綫下方，使得施工期間鐵路正常安全運作得以維持，工程難度極大。
觀景山隧道作為港珠澳大橋香港接線的一部分，屬於《公安條例》下特別禁區令界定的禁區範圍，旅客必須先在香港口岸辦理出境檢查手續方能前往。
此隧道與港珠澳大橋同步於2018年10月24日通車，是香港目前唯一駕駛方向為靠右行駛的行車隧道，而七綫（東行三綫，西行四綫）的行車道也成為香港其中一條最寬闊及最多行車綫的行車隧道。
雖然通過觀景山隧道不需要收費，但由於隧道屬港珠澳大橋香港連接線的一部分，而港珠澳大橋西端設有收費站（位於港珠澳大橋珠澳口岸人工島東北部，屬珠海市範圍），因此實際上通行車輛需繳付通行費，惟由於收費站位於中國內地，每逢內地大型節假日（春節、五一和國慶假期）內地將寬免收費站通行費，因此每逢這些節假日來往車輛都不需要繳付通行費。

## 使用情況
| 年份 | 雙程合計  | 平均每日 |
| ---- | --------- | -------- |
| 2019 | 1,521,114 | 4,167    |
| 2018 | 241,099   | 3,494    |

## 外部連結
- 立法會交通事務委員會 - 港珠澳大橋香港工程 （页面存档备份，存于）